# 永野裕紀子
永野 裕紀子（ながの ゆきこ、本名：青沼 裕紀子、旧姓：永野、1955年6月27日 - ）は、日本の女優。永野裕紀乃、ナガノユキノ、青沼裕紀子の名で文筆、舞台演出、脚本を行った後、2023年に俳優としての活動を再開。現在の所属事務所はQuick。東京都出身。文化学院卒業。血液型A型。

## 人物・略歴
10歳のときに劇団ひまわりに入団。1970年にNHK連続テレビ小説『虹』の次女みどり役でドラマデビュー。

## 出演

### テレビドラマ
- 虹（1970年、NHK） - 三谷みどり
- 男は度胸（1970年、NHK）
- 人情劇　はまぐり大将（1970年、NTV）
- 遠山の金さん捕物帳 第14話「罠にかかった女」（1970年、NET） - 芙美
- 銭形平次（1966年 - 1984年、CX）
  - 第256話「辻占せんべい」 - お直
  - 第262話「黄金の罠」 - 第364話「泣くな八五郎」 - 茶屋娘・おゆき[2]
  - 第537話「秘密」  - お照
- 徳川おんな絵巻 第32話「美しき女教師」、第33話「戦場のなでしこ隊」（1971年、KTV）
- おふくろの味 第2シリーズ（1972年、NTV） - 文子
- 飛び出せ!青春 第16話「友情か恋愛かそれが問題だ!!」（1972年、NTV）
- みんなで7人（1972年、TBS） - 木下百合
- 隼人が来る 第4話「上州の暴れん坊」（1972年、CX）
- 長谷川伸シリーズ （1972年 - 1973年、NET）
  - 第8話「江戸の巾着切」（1972年）
  - 第28話「瞼の母」（1973年）
- 東芝日曜劇場 第836話「さらばD51」（1972年、HBC）
- 大江戸捜査網 第200話「さらば珊次郎」（1974年、東京12チャンネル） - お加代
- 荒野の用心棒  第2話「魔の国境いに砂塵が舞って…」（1973年、NET）
- ライオン奥様劇場（CX） 
  - 若草物語（1973年） -  三田千恵子
- あんたがたどこさ（TBS）
  - 第1シリーズ（1973年） - 岡島初江
  - 第2シリーズ（1975年） - 春子
- おんな家族（1974年、TBS）
- 右門捕物帖 第10話「真実」（1974年、NET）
- 家族あわせ（1974年、TBS） - 近藤シゲ子
- 水もれ甲介 （1974年、NTV） - 中井銀子 ※準レギュラー
- 事件狩り 第11話「ひと夏の経験」（1974年8月14日、TBS / 大映テレビ）
- 夜明けの刑事（TBS / 大映テレビ）
  - 第1話「女の悲鳴」（1974年10月2日） - 看護師 役
  - 第75話「華麗なる大空中サーカス殺人事件」(1976年） - ともみ
  - 第87話「ママはライバル殺人事件」（1976年）
  - 第111話「歌手になりたかったのに!!」（1977年）　- 田端ゆき
- 銀河テレビ小説 （NHK）
  - 雨やどり（1975年） - 梢
- 小春ちゃん （1975年、CX）
- 俺たちの旅 第7話「人はみなひとりでは生きてゆけないのです」（1975年、NTV） - トミナガ君
- TOKYO DETECTIVE 二人の事件簿 第35話「女医誘拐事件」（1975年、ABC）
- 伝七捕物帳 第124話「花の蕾の十八娘」（1976年、NTV） - お花
- いごこち満点 （1976年、TBS）- 大崎加奈江
- ベルサイユのトラック姐ちゃん 第2話「ベルトラ姐ちゃん大暴れ!」（1976年、NET）
- たんぽぽ  （NTV） 
  - 第3シリーズ（1976年）
  - 第4シリーズ（1977年）- 戸村梢
- 新・二人の事件簿 暁に駆ける 第20話「わる学生・完全な遊戯」（1976年、ABC）
- 音楽劇 もがりぶえ（1976年、NHK）
- 五街道まっしぐら! 第8話「三国峠に鬼女が舞う」（1976年、NET）
- 江戸を斬るIII 第16話（1977年、TBS）
- 特捜最前線 （1977年、ANB） - 船村香子（初代）
  - 第24話「胡蝶の舞の女」
  - 第40話「初指令・北北東へ急行せよ！」
- 水戸黄門 第8部 第4話「黄門さまに似た男 -沼津-」（1977年、TBS / C.A.L） - おみつ
- 新五捕物帳 第10話「闇をさく心の叫び」（1977年、NTV）
- さわやか3組 1990年度（1990年、NHK） - 中村太郎(主人公)の母（永野裕紀乃名義）

ほか

### 映画
- 千羽鶴（1969年、大映） - 太田文子の幼女時代
- 喜劇 百点満点（1976年、東宝） - 浅田峰子
- 悪魔の手毬唄（1977年、東宝） - 仁礼文子
- 歌麿 夢と知りせば（1977年、日本ヘラルド映画） - おふみ

### CM
- サクマ製菓 サクマのいちごみるく（1970年）
- 武田薬品工業 ベンザ（1970年）

### 舞台
- 屋根の上のヴァイオリン弾き（1975年、日生劇場） - シュプリンシェ（四女）
- 蜜の味（1985年） - ヘレン （永野裕紀乃名義）
- THE WATER 〜母〜（1997年、新宿シアターサンモール）（永野裕紀乃名義）